# Sven Vandousselaere
Sven Vandousselaere (Brugge, 29 augustus 1988) is een Belgisch voormalig wielrenner.
In 2006 werd hij derde in Parijs-Roubaix voor junioren, maar won wel de Ronde van Vlaanderen voor junioren. Daarnaast won hij twee etappes in de Ronde van Toscane voor junioren en een etappe in de Driedaagse van Axel voor junioren.
In 2009 werd hij derde op het Belgisch kampioenschap op de weg voor beloften en in 2010 vierde op het West-Vlaamse kampioenschap voor beloften.
In 2012 werd hij derde op het Belgisch kampioenschap op de weg bij de profs.

## Belangrijkste overwinningen
2006
- 1e etappe Ronde van Toscane (Junioren)
- 2e etappe, deel A Ronde van Toscane (Junioren)
- 1e etappe Driedaagse van Axel (Junioren)
- Ronde van Vlaanderen, Junioren
- Omloop Mandel-Leie-Schelde (Junioren)
- 1e etappe Kroz Istru (Junioren)
- 3e etappe Kroz Istru (Junioren)

2007
- 2e etappe Ronde van Lleida

2009
- 4e etappe Tour du Loir-et-Cher

2010
- 5e etappe Ronde van Normandië

## Resultaten in voornaamste wedstrijden
| Jaar | Gent-Wevelgem | Parijs-Brussel | Omloop het Nieuwsblad |
| ---- | ------------- | -------------- | --------------------- |
| 2008 |               | 20e            |                       |
| 2009 |               | 33e            |                       |
| 2010 |               | 138e           |                       |
| 2012 | 85e           |                | 70e                   |
| 2013 |               |                | ↑                     |

Baugnies · Claeys · Crabbé · Croket · De Greef · De Ketele · De Neef · De Poortere · De Zutter · Goddaert · Joseph · Leys · Mertens · Neyens · Paulissen · Poleunis · Roelandts · Schets · Sys · Van den Houte · Vanderaerden · Vandousselaere · Vens · Wynants
Baugnies · Claeys · Croket · De Keulenaer · De Neef · De Poortere · Devaere · Joseph · Maes · Mertens · Muys · Pieters · Soberon · Sys · Terweduwe · Van Guyse · Vandousselaere · Vanmarcke · Vens · Wynants
Calleeuw · Claeys · De Keulenaer · De Mooij · De Neef · De Poortere · Devaere · Dupont · Joseph · Maes · Pieters · Schets · Terweduwe · Van Guyse · Van Immerseel · Vandousselaere · Vandyck · S.Vanmarcke · K.Vanmarcke · Vens · Verkinderen
Broeders · Calleeuw · De Decker · De Neef · Dupont · Durant · Ligneel · Pannekoek · Paulissen · Pieters · Schepmans · Schets · Serry · Terweduwe · Van Immerseel · Vandousselaere · Vandyck · Verraes · Verwaest · Declercq (stagiair) · Stallaert (stagiair)
Aerts · Bakelants · Blythe · Boucher · De Clercq · De Greef · Debusschere · Dehaes · Dockx · Gilbert · Greipel · Hansen · Kaisen · Lang · Lloyd · Lodewyck · Neyens · Pujol · Reynés · Roelandts · Sieberg · Van De Walle · Van den Broeck · Vandousselaere · Vanendert · Veikkanen · Willems · Van der Sande (stagiair) 
Armée · Cornu · De Jonghe · De Ketele · De Vreese · Declercq · Jacobs · Jodts · Lietaer · Mertens · Neirynck · Salomein · Serry · Van Asbroeck · Van Hecke · Van Hoecke · Van Staeyen · Van Vooren · Vanoverberghe · Vandousselaere · Vanspeybrouck · Waeytens · Wallays
Armée · Cornu · De Buyst · De Jonghe · De Ketele · De Vreese · Declercq · Helven · Jacobs · Lampaert · Lietaer · Mertens · Neirynck · Salomein · Sprengers · Van Asbroeck · Van Hecke · Van Hoecke · Van Staeyen · Vanbilsen · Vandousselaere · Vanoverberghe · Vanspeybrouck · Waeytens · Wallays
Je.Adams · Jo.Adams · Cools · Cordeel · Denuwelaere · Geysen · Hulsmans · Lennertz · K.Peeters · R.Peeters · Ruijgh · van Aert · Van Laer · Van Staeyen · Vandousselaere · Vermote · Wynants